# Штейнзальц, Адин
Адин Штейнзальц (идиш שטיינזלץ עדין‎; 11 июля 1937, Иерусалим — 7 августа 2020, там же) — израильский раввин, переводчик Талмуда на современный иврит, английский, русский и испанский. Лауреат Государственной премии Израиля за 1988 год. Основатель Института изучения иудаизма им. А. Штейнзальца.

## Биография
Родился в 1937 году в Иерусалиме (Подмандатная Палестина). Изучал математику, физику и химию в Еврейском университете в Иерусалиме в дополнение к изучению Торы. В 1961 году Штейнзальц создал экспериментальную среднюю школу возле Беэр-Шевы. Работая в этой школе, он разработал «новаторскую учебную программу и методику, основанную на учёте познавательных интересов учеников, развитии их творческого потенциала и уверенности в своих возможностях».
В свои 23 он стал самым молодым директором школы в Израиле.
В 1965 году Штейнзальц основал Израильский институт талмудических публикаций и начал свою монументальную работу над переводами и комментариями к Талмуду, в частности перевод на современный иврит, английский, русский и некоторые другие языки. Издания Талмуда Штейнзальца включают в себя перевод с арамейского, на котором по большей части он написан, и всесторонний комментарий. Штейнзальц закончил работу над своим ивритским изданием Вавилонского Талмуда в ноябре 2010 года. Издание Талмуда Штейнзальца пользуется популярностью по всему миру. На данный момент общий тираж изданий на разных языках насчитывает более 2 миллионов томов. Данные издания Талмуда сделали его доступным для изучения тысячам желающих, в то время как ранее он был доступен только узкому кругу людей, изучающих Тору на серьёзном уровне.
Книга Штейнзальца по Каббале «Роза о тринадцати лепестках» впервые была опубликована в 1980 году и издана уже на 8 языках. В целом Штейнзальц является автором более 60 книг и сотен статей на различные темы, включая Талмуд, еврейскую мистику, еврейскую философию, социологию и философию.
Штейнзальц известен как учитель и духовный наставник множества учеников. В Израиле и СНГ он организовал сеть школ и других учебных заведений. Штейнзальц имел степень почётного доктора ряда университетов: Иешива-университет, Университет имени Бен-Гуриона, Университет имени Бар-Илана, Брандейский университет, Международный университет Флориды. Помимо этого он являлся главой йешивы в йешиват-хесдер поселения Ткоа в Иудее.